# 栗田誠矢
栗田 誠矢（くりた せいや）は、日本のオセロプレイヤー。オセロ連盟認定九段。群馬県出身。東京大学出身。

## 主な成績
2008年
- オセロジュニアグランプリ2008 優勝[2]
- 第3期オセロ王座戦　小学生王座[3]

2009年
- 第37回全日本オセロ選手権　4位[4]

- 第4期オセロ王座戦　3位[5]

2010年
- 第31期オセロ名人戦　4位[6]
- 第38回全日本オセロ選手権　3位[7]
- 第5期オセロ王座戦　準優勝[8]

2011年
- 第6期オセロ王座戦　4位[9]

2012年
- 第40回全日本オセロ選手権　準優勝[10]
- 第7期オセロ王座戦　優勝[11]
- 第37回世界オセロ選手権　個人　3位[12]
- 第37回世界オセロ選手権　団体　優勝[12]

2013年
- 第1回Othello World Cup 　3位
- 第34期オセロ名人戦　高校生の部 優勝[13]

2017年
- 第45回全日本オセロ選手権　優勝 八段に昇段[12][14]
- 第12期オセロ王座戦　準優勝[15]
- 第42回世界オセロ選手権　個人　7位[16]
- 第42回世界オセロ選手権　団体　優勝[16]

2022年
- 第15期オセロ王座戦　4位[17]

2023年
- 第43期オセロ名人戦　優勝[18]
- 第45回世界オセロ選手権　個人　3位[19]
- 第45回世界オセロ選手権　団体　優勝[19]

2024年
- 第44期オセロ名人戦　3位[20]
- 第2回アジア太平洋オセロ選手権　優勝[21]
- 第17期オセロ王座戦　準優勝[22]

- 第46回世界オセロ選手権　個人　優勝　九段に昇段[23][24]
- 第46回世界オセロ選手権　団体　優勝[23]